# Dreieckspinne
Die Dreieckspinne oder Dreiecksspinne (Hyptiotes paradoxus) ist eine Art aus der Gattung der Dreieckspinnen (Hyptiotes) innerhalb der Familie der Kräuselradnetzspinnen (Uloboridae). Die Art ist an junge Bestände der Gemeinen Fichte gebunden. Sie ist die einzige in Mitteleuropa vorkommende Art der Gattung Hyptiotes und hier weit verbreitet und häufig. Die Dreieckspinne ist Spinne des Jahres 2009. 

## Beschreibung
Männchen haben eine Körperlänge von etwa 4 mm, Weibchen erreichen 5–6 mm. Der Vorderkörper (Prosoma) ist von oben gesehen annähernd rund und in Seitenansicht in der Mitte erhöht, der kräftige Hinterkörper (Opisthosoma) ist in Seitenansicht annähernd dreieckig. Die Färbung ist insgesamt sehr variabel gelblich, grau, rötlich, braun oder schwarz, häufig mit schwarzen Fleckenzeichnungen. 
Auffallendes Kennzeichen der Männchen sind die enorm vergrößerten Bulbi an den Pedipalpen, diese sind ebenso groß wie der gesamte Vorderkörper. Beim Männchen ist das Opisthosoma länglicher als beim Weibchen, hinsichtlich der Färbung zeigen die Geschlechter keine Unterschiede.

## Verbreitung und Lebensraum
Die Art besiedelt die westliche und südliche Paläarktis von Irland, den Kanaren und Portugal nach Osten bis Mittelsibirien und Ost-China. In Nord-Süd-Richtung reicht das Areal von Schweden und Norwegen bis in den Süden Griechenlands. Das Verbreitungsgebiet umfasst die gemäßigte bis subtropische Zone. Sie kommt außer auf Island und in Finnland in ganz Europa vor.
Die Dreieckspinne ist in Mitteleuropa an junge Bestände der Fichte gebunden. Sie bewohnt dort fast ausschließlich die unteren, abgestorbenen Zweige junger, bis etwa 10 m hoher Bäume.

## Lebensweise
Die Art ist wegen ihres stark abgewandelten Radnetzes bekannt. Dieses ist dreieckig und besteht nur noch aus drei Segmenten eines normalen Radnetzes, also aus 4 Radialfäden und den dazwischen aufgebrachten parallelen Fangfäden. Dieses Netz wird mit den zwei äußeren Punkten an einer festen Unterlage befestigt. Am Schnittpunkt der Radialfäden werden diese zu einem Signalfaden vereint und verlängert, den die Spinne mit ihrem vorderen Beinpaar festhält. Die Spinne sitzt meist nicht auf einem Zweig, sondern ist mit diesem über einen kurzen Faden verbunden, der an den Spinnwarzen ausgetreten ist. Fliegt ein Beutetier in das Netz, verlängert die Spinne sehr schnell den Faden an ihrem Hinterende, so dass das Netz über der Beute zusammenfällt. Die Art hat wie alle Kräuselradnetzspinnen keine Giftdrüsen, die Beutetiere werden zu einem unbeweglichen Paket eingesponnen und dann ausgesaugt.  
Geschlechtsreife Tiere findet man von Juli bis Oktober. Der flache Eikokon wird auf einem Fichtenzweig angelegt.

## Gefährdung
Die Art ist weit verbreitet und in geeigneten Habitaten häufig. Sie wird in Deutschland in der Roten Liste als „ungefährdet“ eingestuft.